# Burg Gangelt
Die Burg Gangelt ist die Ruine einer Burg in der Gemeinde Gangelt (Burgstraße 5) im Kreis Heinsberg in Nordrhein-Westfalen.
Die Burg Gangelt war in die um 1250 erbaute Stadtbefestigung des Ortes eingebunden, im 14. Jahrhundert erbaut und um 1365 erstmals erwähnt. Nach 1400 verfügte die Stadtbefestigung über eine Stadtmauer mit vier Stadttoren, davon sind drei erhalten: Das Heinsberger, das Untergeschoss des Burgturmes war auch ein Stadttor und das Bruchtor.
Die Burg, die zusammen mit der Befestigungsanlage im Besitz der Grafen von Schaesberg war und 1511 von Gothart von Kanzler neu errichtet wurde, erlitt 1543 während der Erstürmung des Ortes durch die Burgunder erhebliche Zerstörungen und wurde nach ihrem Wiederaufbau weiter ausgebaut.  
1791 wurde die Burg bis auf den Bergfried (Wohnturm), in dem früher auch Gemächer enthalten waren, abgebrochen. 1945 wurde der Burggraben mit den Kriegstrümmern des Ortes verschüttet. Von 1986 bis 1988 fanden Restaurierungen statt.